# Cynewulf
Cynewulf ((pronunție: /ˈkɪnɪˌwʊlf/)) (n. c. 750 - d. c. 825) a fost un poet anglo-saxon, unul dintre puținii scriitori în limba engleză veche ale cărui scrieri au supraviețuit.
A scris poeme epice religioase, în care, alături de motive religioase, întâlnim și elemente preluate din realitatea nemijlocită.

## Opera
- Faptele apostolilor ("The Fates of the Apostles");
- Înălțarea ("The Ascension");
- Juliana;
- Elene.

Versurile fluide, melodioase vădesc un puternic simț poetic, precum și un progres față de școala lui Caedmon.
Cynewulf. The letter=the thing: the dream of the surrealists, the belif of the Cabbalists who think that God created the world from the letters of the alphabet.